# پلیموث بلویدیر

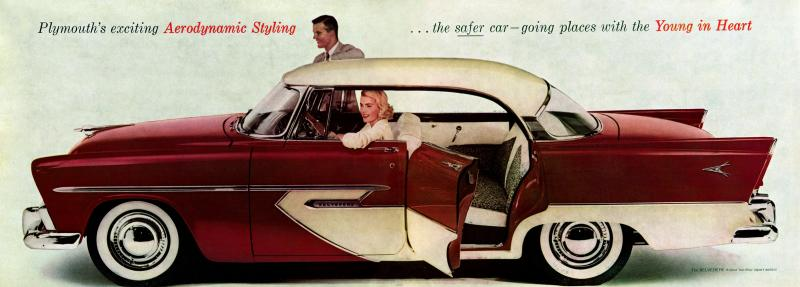

پلیموث بلویدیر (Plymouth Belvedere) خودرویی است که در سال‌های ۱۹۵۱ تا ۱۹۷۰در ایالات متحده آمریکا تولید شده‌است. طراحی آن خودروهای موتور جلو-محور عقب بوده است. 

## نگارخانه

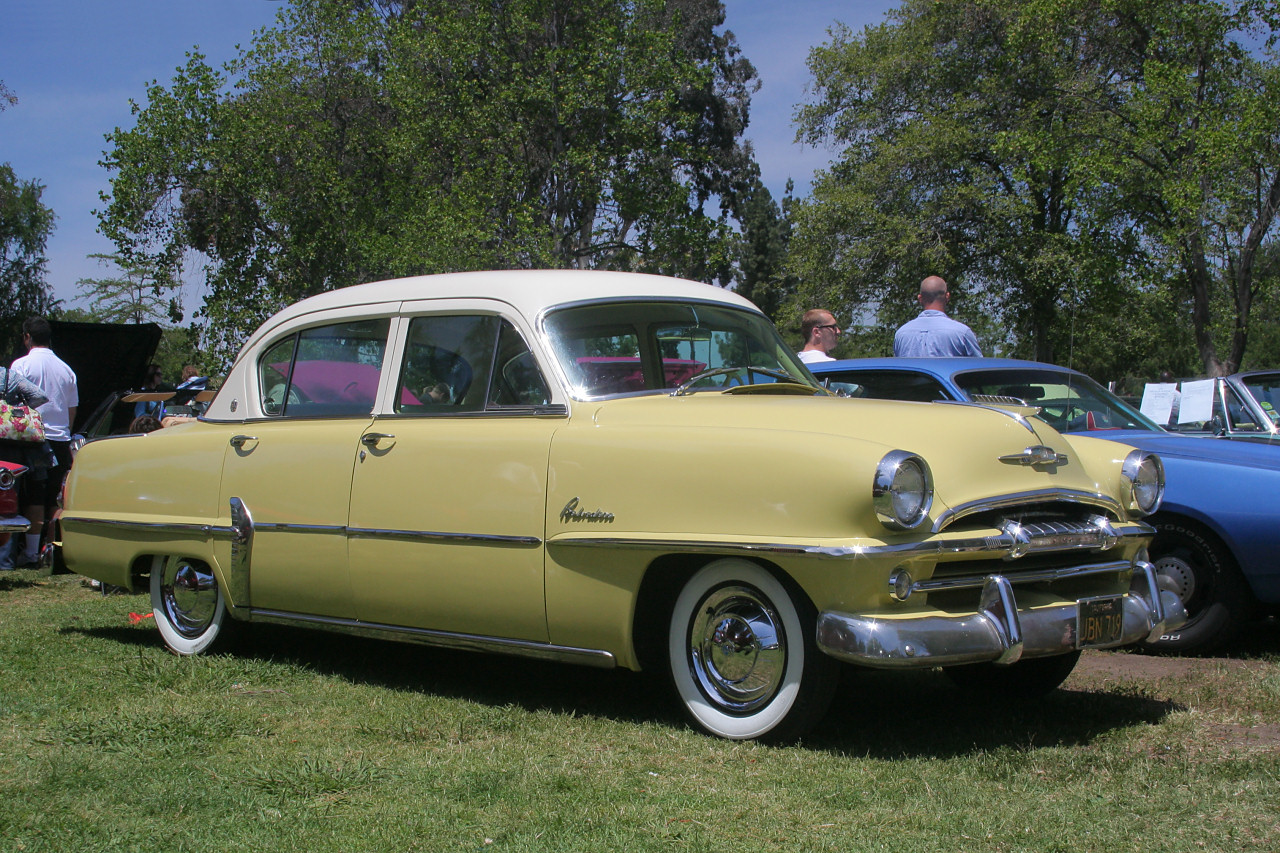
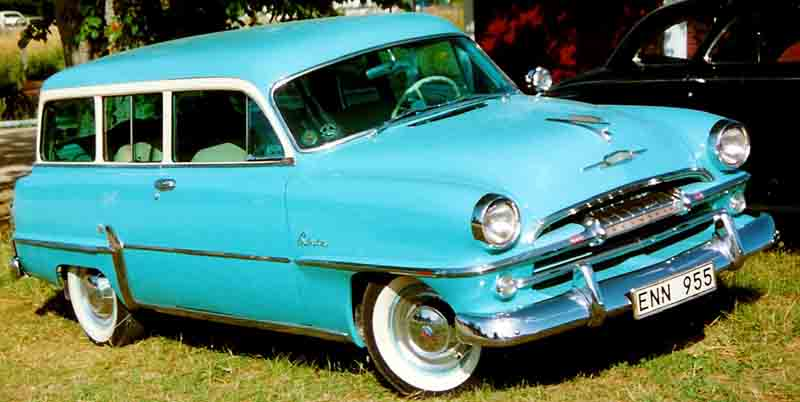